# ساتومی سوزوکی
ساتومی سوزوکی (به انگلیسی: Satomi Suzuki) (زادهٔ ۲۹ ژانویهٔ ۱۹۹۱) شناگر اهل ژاپن است.